# Compañía del Ferrocarril de Lérida, Reus y Tarragona
La Compañía del Ferrocarril de Lérida, Reus y Tarragona (LRT) en français : « Compagnie du chemin de fer de Reus à Tarragone » était une compagnie ferroviaire catalane. Elle a été fondée en 1867 de la fusion de trois petites compagnies. En 1884, elle fut absorbée par la Compañía de los Caminos de Hierro del Norte de España et sa ligne fut intégrée au réseau.

## Histoire

### Création du réseau
Les principaux intéressés sont alors les agriculteurs de la région, qui comptent sur l'exportation de leurs produits, mais aussi la ville de Tarragone qui a besoin des exportations pour faire vivre son port. Tous ces espoirs vont être réduits à néant par la mort de Ferdinand VII et la Première Guerre carliste en 1833. L'inauguration du chemin de fer de Barcelone à Mataró constitue une véritable aubaine pour les habitants du secteur, qui y voient un débouché possible. Des contacts sont pris avec des banquiers français : Hyppolyte Destrem et Alexandre Mallet. Il s'agit de l'une des premières interventions du capitalisme français dans les chemins de fer espagnols. Les promoteurs de cette ligne n'avaient pas vraiment de vision d'avenir, puisque la gare de Reus était prévue en terminus, augurant mal de futures connexions. Il n'empêche qu'ils vont faire preuve de persévérance. Les notables locaux font un voyage à Paris en 1852 pour rencontrer Destrem afin d'obtenir un financement. Un nouveau projet voit ainsi le jour, atteindre Lérida. Pour y arriver, trois compagnies étaient nécessaires : la Compañía del Ferrocarril de Reus a Tarragona, la Compañía del Ferrocarril de Reus a Montblanch et la Compañía del Ferrocarril de Montblanch a Lérida.
| Mise en service des lignes dans l'ordre chronologie |                                   |               |
| Date                                                | Section                           | Longueur (km) |
| 17/06/1856                                          | Reus - Tarragone                  | 14,955        |
| 13/05/1863                                          | Montblanc - Reus                  | 27,484        |
| 26/06/1865                                          | L'Espluga de Francolí - Montblanc | 6,428         |
| 4/11/1865                                           | Vimbodí - L'Espluga de Francolí   | 4,927         |
| 09/1872                                             | Vinaixa - Vimbodí                 | 7,742         |
| 17/06/1874                                          | Les Borges Blanques - Vinaixa     | 15,866        |
| 19/09/1878                                          | Juneda - Les Borges Blanques      | 5,070         |
| 19/05/1879                                          | Lérida - Juneda                   | 19,279        |

### Création de la compagnie
Peu viables séparément, les trois compagnies décident de fusionner en 1867 pour former la Compañia del Ferrocarril de Lérida, Reus y Tarragona. Cependant, les résultats économiques de l'ensemble ne se sont pas améliorés du tout, mais la Compañía de los Caminos de Hierro del Norte de España y a vu la possibilité de posséder un nouveau débouché pour son réseau en Méditerranée. Profitant de la baisse des actions des petites compagnies, la Compañía del Norte en achète de grandes quantités, jusqu'à obtenir la majorité. Dès lors, Destrem dénonce les manœuvres de la grande compagnie mais l’absorption finit par arriver en 1884.

## Matériel de la compagnie
Le parc de la compagnie était de 12 machines, 35 voitures, et 127 wagons en 1876. Compagnie pauvre, le LRT a parfois acheté des « fonds de tiroirs » des constructeurs. Les locomotives 15 et 16, achetées en 1880, avaient été construites pour le Memphis, El Paso & Pacific Railroad. Les locomotives 22 à 24 étaient à l'origine destinées à la Russie.
| Type  | N° LRT  | N° Norte     | Constructeur    | N° Usine     | Année | Poids (t) | Notes     |
| 120 T | 1 à 2   | 268 à 269    | Sharp-Stewart   | 934 à 935    | 1856  | 25,0      | Ex TR     |
| 120   | 3       |              | Sharp-Stewart   | ?            | 1858  | 28,0      | Ex RT     |
| 120   | 4       | 270 puis 158 | Graffenstaden   | 110          | 1861  |           | Ex RM 4   |
| 120   | 5       | 271          | Ernest Goüin    | 561          | 1862  | 22,4      | Ex RM 3   |
| 030   | 6 à 7   | 387 à 388    | Ernest Goüin    | 559 à 560    | 1862  | 34,3      | Ex RM 1-2 |
| 120   | 8 à 12  | 272 à 276    | Graffenstaden   | 320 à 324    | 1864  | 21,4      |           |
| 030   | 13 à 14 | 369 à 390    | Graffenstaden   | 316 à 317    | 1865  | 32,0      |           |
| 030   | 15 à 16 | 391 à 392    | André Koechlin  | 1256 et 1255 | 1870  | 40,0      |           |
| 030   | 17 à 19 | 393 à 395    | M.F. Esslingen  | 1881 à 1883  | 1882  | 37,8      |           |
| 030   | 20 à 22 | 396 à 398    | Egestorff       | 1423 à 1425  | 1883  | 38,0      |           |
| 030   | 23 à 24 | 481 à 482    | Vulcan, Stettin | 899 à 900    | 1885  | 39,7      |           |

## Commémorations
En 1980, le livre « La Construcció del Ferrocarril Reus-Montblanc-Lleida » a été publié pour marquer le 100e anniversaire de la dernière section de la ligne, et l'Associació d'Amics del Ferrocarril de Reus ont livré une médaille à M. Fortuny, président de la 5e zone RENFE.
En novembre 1981, le 125e anniversaire de la section Reus - Tarragone a été célébré. Des projections et des conférences ont été organisées ainsi qu'un voyage entre Reus et Tarragone dans un train centenaire et deux plaques ont été posées en gare de Reus et de Tarragone.
En mars 1989, le 125e anniversaire de la section Reus - Montblanc a été célébré. Une plaque commémorative a été posée en gare de Reus et un voyage spécial a été effectué avec le Tren del Centenari.